# Sous-région des Kuusiokunnnat
La sous-région des Kuusiokunnat (finnois : Kuusiokuntien seutukunta) est une sous-région de l'Ostrobotnie du Sud en Finlande. 
Au niveau 1 (LAU 1 ) des unités administratives locales définies par l'union européenne elle porte le numéro 144.

## Municipalités
La sous-région de Kuusiokunnat est composée des municipalités suivantes :
| Blason             | Municipalité            |
| ------------------ | ----------------------- |
| Alavuden vaakuna   | Alavus (ville)          |
| Kuortaneen vaakuna | Kuortane (municipalité) |
| Ähtärin vaakuna    | Ähtäri (ville)          |

## Population
Depuis 1980, l'évolution démographique de la sous-région des Kuusiokunnat, au périmètre du 1er janvier 2017, est la suivante:
| Année      | 1980   | 1985   | 1990   | 1995   | 2000   | 2005   | 2010   |
| ---------- | ------ | ------ | ------ | ------ | ------ | ------ | ------ |
| population | 26 132 | 26 672 | 26 462 | 25 879 | 24 807 | 23 938 | 22 864 |

## Politique
Les résultats de l'élection présidentielle finlandaise de 2018:
- Sauli Niinistö   59.9%
- Paavo Väyrynen   11.0%
- Matti Vanhanen   10.9%
- Laura Huhtasaari   9.9%
- Pekka Haavisto   4.0%
- Tuula Haatainen   2.7%
- Merja Kyllönen   1.4%
- Nils Torvalds   0.2%